# Rouge et noir
Rouge et noir, seltener Banque rouge et noir, auch R & N, dt. Rot und Schwarz wie auch Dörr den Hund. ist ein Glücksspiel mit Spielkarten; es soll von Kardinal Mazarin am französischen Hof eingeführt worden sein. Durch Hinzufügen zweier weiterer Chancen entstand daraus das Trente et quarante.

## Das Spiel
Rouge et noir wird mit sechs vollen Paketen französischer Spielkarten, also 312 Blatt, an einem Tisch gespielt, auf dessen Decke (Tapis) ein Tableau mit einem roten und einem schwarzen Einsatzfeld gedruckt ist. Die Zahl der Pointeure, die gegen den Bankier spielen, ist unbeschränkt.
Zu Beginn des Spiels bietet der Bankier die Karten nach rechts den Mitspielern zum Mischen an, dann mischt er sie selbst nochmals und lässt abheben. Haben die Pointeure ihre Einsätze getätigt, so nimmt der Bankhalter so viele Karten vom Stoß, wie er bequem halten kann, in die linke Hand und zieht mit dem Ruf: « Le jeu est fait! » eine Karte ab, die er offen mitten auf den Tisch legt. Nun zieht er weitere Karten einzeln ab und legt sie neben der ersten in einer Reihe auf den Tisch, wobei er still die Werte der einzelnen Karten addiert, bis die Summe einen Wert größer gleich 31 und kleiner gleich 40 erreicht, und nennt die Augensumme. Hierbei gelten die Figuren zehn, die Asse eins und die anderen Karten nach ihren Augen.
Die so gelegte Reihe gilt für Rouge. Danach legt der Bankier in der gleichen Weise eine zweite Reihe für Noir.
Die Chance, deren Reihe die niedrigere Augensumme aufweist, gewinnt, dabei nennt der Bankier immer nur die Chance Rouge und nie Noir, d. h., er sagt entweder « Le rouge perd! » oder « Le rouge gagne! ».
| Rouge           |  |  |  |  |  |  | 33 Points |
| Noir            |  |  |  |  |  |  | 37 Points |
| Le rouge gagne! |  |  |  |  |  |  |           |

Nun zieht der Bankier alle verlierenden Sätze ein und bezahlt die Sätze im gewinnenden Feld im Verhältnis 1:1 aus.
Zählen beide Reihen gleich viele Augen, so sagt der Bankier « Après »: Der Coup ist unentschieden, und die Reihen müssen von neuem gelegt werden, es sei denn, dass der Wert beider Reihen 31 beträgt (Refait de trente-un), in diesem Fall zieht der Bankier die Hälfte aller Sätze in beiden Feldern ein.
Die gebrauchten Karten werden beiseitegelegt, und für den nächsten Coup werden neue Karten vom Stoß des Bankiers abgezogen.

## Analyse
Um die Chancen der Bank beim Rouge et noir festzustellen, kann man sich auf folgende Überlegung stützen:
- Die Augensumme 40 kann nur aufscheinen, wenn als letzte Karte der entsprechenden Reihe einer der vier Werte K, Q, J oder 10 fällt.
- Die Augensumme 39 kann nur aufscheinen, wenn als letzte Karte der entsprechenden Reihe einer der fünf Werte K, Q, J, 10 oder 9 fällt.
- Die Augensumme 38 kann nur aufscheinen, wenn als letzte Karte der entsprechenden Reihe einer der sechs Werte K, Q, J, 10, 9 oder 8 fällt; usf.
- Die Augensumme 31 schließlich kann erhalten werden, wenn als letzte Karte der entsprechenden Reihe einer der dreizehn möglichen Werte fällt.

Nimmt man nun vereinfacht an, dass die Auftrittswahrscheinlichkeiten der Nummern 31, 32, …, 39, 40 im Verhältnis 13 : 12 : ...: 5 : 4 stehen, so erhält man, dass das Refait im Mittel ungefähr einmal in 39 gültigen (!) Coups auftritt (Après-Coups werden nicht gezählt).
Es gilt nämlich: Die Wahrscheinlichkeit für eine Partei gerade 31 Punkte zu erhalten beträgt – entsprechend dieser Näherung – gerade 13 / (13 + 12 + 11 + 10 + 9 + 8 + 7 + 6 + 5 + 4) = 13 / 85.
Da die beiden Punktzahlen für Rouge und Noir (zumindest näherungsweise) als unabhängig angesehen werden können, kann die Wahrscheinlichkeit, dass beide Reihen 31 Punkte aufweisen, durch Multiplikation berechnet werden: (13/85) · (13/85) = (13·13) / (85·85) = 169 / 7225.
Werden also 7225 mal zwei Reihen gelegt, so befinden sich darunter im Mittel 169 Fälle, in denen beide Reihen gerade 31 Punkte aufweisen. Weiters gibt es auch 144 + 121 + 100 + 81 + 64 + 49 + 36 + 25 + 16 = 636 mal ein Après; die übrigen 6420 Fälle teilen sich je zur Hälfte auf Rouge bzw. Noir.
Da aber die Après-Coups (als ungültige Spiele) bei der Berechnung des Bankvorteils nicht berücksichtigt werden (dürfen(!)), und die Bank im Fall eines Refait nur die Hälfte der Einsätze einzieht, erhält man als Bankvorteil: (1/2) · (169 / (7225 – 636)) = (1/2) · (169 / 6589) = 1,28 % = ca. (1/2) · (1/39)
Ein etwas genaueres Ergebnis erhält man, wenn man anstelle der obigen klassischen Berechnungsmethode die Auftrittswahrscheinlichkeiten der Zahlen 31, 32, …, 40 unter der Annahme eines unendlich großen Spielkartenstapels ermittelt – als Bankvorteil erhält man dann den etwas kleineren Wert von 1,20 %.
Der Bankvorteil ist somit geringfügig kleiner als bei der Wette auf Rot oder Schwarz beim Roulette, dieser beträgt 1,35 %.